# تفكير منطقي

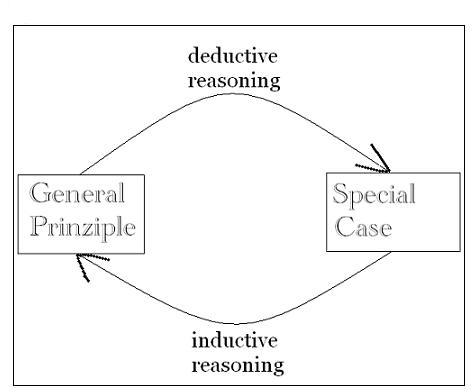
الاستدلال الاستقرائي والاستنباطي

بشكل غير رسمي، يمكن تمييز نوعين من التفكير المنطقي بالإضافة إلى الاستدلال الرسمي: الاستقراء والاحتجاز. في ضوء الشرط المسبق أو الفرضية، استنتاج أو نتيجة منطقية وقاعدة أو مشروط جوهري يقتضي ضمنًا الاستنتاج في إطار الشرط المسبق، يمكن للمرء أن يفسر أن:
- يحدد المنطق الاستنتاجي ما إذا كانت حقيقة الاستنتاج يمكن تحديدها لهذا الحكم، استنادًا فقط إلى حقيقة الفرضيات. مثال: «عندما تمطر السماء، تتعرض الأشياء الموجودة في الهواء الطلق للبلل. والعشب موجود في الهواء الطلق، وبالتالي: عندما تمطر السماء، سيتعرض العشب للبلل.» المنطق الرياضي والمنطق الفلسفي عادة ما يرتبطان بهذا النمط من التفكير.
- يسعى المنطق الاستقرائي لدعم عملية البت في إصدار الحكم. وهو يفترض حكمًا بعد اتخاذ العديد من الأمثلة لتكون بمثابة استنتاج يتبع الشرط المسبق في ضوء هذا الحكم. مثال: «تعرض العشب للبلل مرات عديدة عندما سقطت الأمطار، وبالتالي: يتعرض العشب دائمًا للبلل عندما تمطر السماء». وفي حين أن هذه الحجج قد تكون مقنعة، فإنها لا تكون صحيحة عن طريق الاستنتاج الاستنباطي، انظر مسألة الاستقراء. يرتبط العلم بهذا النوع من التفكير.
- التفكير الاحتجازي يختار مجموعة مقنعة من الشروط المسبقة. في ضوء استنتاج صحيح وحكم، يسعى هذا النوع من التفكير إلى اختيار بعض الفرضيات الممكنة، التي، إذا كانت صحيحة أيضًا، يمكن أن تدعم الاستنتاج، وإن لم يكن بشكل فريد. مثال: «عندما تمطر السماء، يتعرض العشب للبلل. العشب موجود في الهواء الطلق ولا يوجد أي شيء في الهواء الطلق جافًا، وبالتالي: ربما تكون السماء قد أمطرت.» مشخصو الأمراض والمحققون عادة ما يرتبطون بهذا النوع من التفكير.